# Renato Caocci
Renato Caocci (Olbia, Provincia de Sassari, Italia, 17 de febrero de 1943) es un exfutbolista italiano. Se desempeñaba en la posición de defensa.

## Clubes
| Club            | País   | Año         |
| --------------- | ------ | ----------- |
| Cagliari Calcio | Italia | 1961 - 1962 |
| Juventus F. C.  | Italia | 1962 - 1964 |
| U. S. Palermo   | Italia | 1964 - 1965 |
| Potenza S. C.   | Italia | 1965 - 1966 |
| Genoa C. F. C.  | Italia | 1966 - 1969 |
| Potenza S. C.   | Italia | 1969 - 1970 |
| F. C. Turris    | Italia | 1970 - 1973 |
| U. S. Olbia     | Italia | 1974 - 1977 |